# Latifa Amahzoune
Titre
Princesse consort du Maroc
9 novembre 1961 – 23 juillet 1999 
 (37 ans, 8 mois et 14 jours)
Hajja Lalla Latifa, née Latifa Amahzoune en 1943 ou 1944 à Khénifra, et morte le 29 juin 2024 à Rabat, au Maroc, est la princesse consort du Maroc du 9 novembre 1961 jusqu’à la mort du roi Hassan II le 23 juillet 1999, en tant qu’épouse de celui-ci. Elle se remarie en 2000 avec Mohamed Mediouri, avec qui elle termine sa vie.
Elle est la mère de la princesse Lalla Meryem, de l’actuel roi du Maroc Mohammed VI, des princesses Lalla Asma et Lalla Hasna, ainsi que du prince Moulay Rachid.

## Biographie
Lalla Latifa est originaire de Khénifraet issue d'une importante famille zayane d'origine arabe chérifienne. Elle est la fille d'un gouverneur de province, son père est Hassan ould Mouha Ou Hammou Zayani, pacha de Khénifra et Adel des Zayanes. Elle a pour grand-père le légendaire Mouha Ou Hammou Zayani. Lalla Latifa est la demi-sœur maternelle du général Mohamed Medbouh, qui a co-organisé et est mort – après une querelle avec Ababou, l'un des chefs du putch – pendant le coup d'État de Skhirat de 1971.
Sa lignée est la suivante : 
Lalla Latifa bint Hassan b. Mohammed b. Hammou b. Aqqa b. Ahmed Amahzoune b. Moussa b. Saïd b. Abderrahmane b. Moussa b. Lahcen b. Saïd Ouïchou b. Abderrahmane b. Moussa b. Mohammed b. Yaâcoub b. Abdellah b. Moussa b. Safouan b. Yassar b. Moussa b. Slimane b. Yahya b. Youssi b. Aïssa b. Idriss II b. Idriss Ier b. Abdallah al-Kamil b. al-Hassan al-Muthanna b. al-Hassan, fils de ʿAlī et Fāṭima — cette dernière étant fille du prophète Mahomet.
Lalla Latifa n'a jamais occupé de rôle public et est restée un membre non public de la famille royale, conformément à un protocole particulier. Elle était qualifiée dans les médias marocains de « Mère des enfants royaux ».
À partir de 2000, elle vécut en France où elle possède une résidence à Neuilly-sur-Seine et revint souvent au Maroc.
En 2005, elle acomplit le Hajj accompagnée de ses amis, de Khaled Al-Samadi, ancien secrétaire d'État chargé de l'enseignement supérieur et de la recherche scientifique et du Dr Muhammad Al-Sarrar, professeur à la Faculté de charia de Fès. Al-Samadi l'a décrite posthumement comme très patiente lors de la descente d’Arafat pour accomplir le Tawaf al-Ifadah comme tous les autres pèlerins, sans demander l'aide d'aucun protocole de sécurité spécial. Il ajoute que Lalla Latifa était le summum de l'humilité, de la miséricorde, de la douceur, de la générosité et d'un souci extrême d'accomplir chaque détail des rituels du Hajj jusqu'à ce qu'elle les accomplisse complètement avec persévérance et patience.
En 2019, elle s'installe définitivement au Maroc à Marrakech.
En août 2022, elle est souffrante et hospitalisée en France. À cette occasion, Mohammed VI vient lui rendre visite à son chevet.
Elle meurt au Maroc le 29 juin 2024 ; le lieu du décès n'a pas été précisé par le communiqué du palais royal. Elle est enterrée au Mausolée Moulay el-Hassan dans l'enceinte du palais royal de Rabat.

## Mariages
Latifa Amahzoune épouse le roi Hassan II le 9 novembre 1961 lors d'une double cérémonie nuptiale avec Lamia Solh la mariée de son beau-frère Moulay Abdallah,. Dès lors, elle est devenue S. A. la princesse Lalla Latifa,. Cinq enfants sont nés de leur union, dont le souverain actuel Mohammed VI :
- la princesse Lalla Meryem (26 août 1962) ;
- le roi Mohammed VI (21 août 1963), prénommé Sidi Mohammed lorsqu'il était héritier du trône ;
- la princesse Lalla Asmaa (29 septembre 1965) ;
- la princesse Lalla Hasnaa (19 novembre 1967) ;
- le prince Moulay Rachid (20 juin 1970).

Après son veuvage, elle se remarie à Mohamed Mediouri,,, le garde du corps du défunt monarque et l'ancien chef de la sécurité du palais royal. Son second mariage eut lieu en mai 2000.

## Hommage
En 2018, en son honneur, le roi Mohammed VI fait bâtir à Salé la « mosquée S.A. la princesse Lalla Latifa ». Cette mosquée qui lui est éponyme se trouve à Hay Essalam et est d’une superficie de 1 200 m2. Elle a la capacité d’accueillir plus de 1 800 fidèles. Elle dispose également d’une école coranique, de deux salles de prière et de logements pour l'imam et le muezzin. Le design de la mosquée est une combinaison d'architecture traditionnelle andalouse avec un ajout moderne.

## Funérailles
Lalla Latifa décède au Maroc le 29 juin 2024. La cérémonie funéraire s'est déroulée le jour-même dans l’intimité, au mausolée Moulay el-Hassan, situé dans l'enceinte du palais royal de Rabat. Aucun deuil national n'a été décrété. Les premiers pays à avoir présenté leurs condoléances au monarque, son fils, le roi Mohammed VI sont les Émirats arabes unis et l'Algérie,.

## Titulature
- 9 novembre 1961 –  23 juillet 1999 : Son Altesse la princesse Lalla Latifa.
- 23 juillet 1999 - 29 juin 2024: Son Altesse la princesse Lalla Latifa, princesse douairière (de facto et de jure).
- à titre posthume: Son Altesse Royale la princesse Lalla Latifa[31].

Son second mariage étant postérieur à son veuvage, elle conserva ses titres hérités de son défunt mari, comme en témoigne les unes de presse nationale et internationale à son sujet,.